# Eretmapodites salauni
Eretmapodites salauni är en tvåvingeart som beskrevs av Rickenbach och Franco Ferrara 1967. Eretmapodites salauni ingår i släktet Eretmapodites och familjen stickmyggor.
Artens utbredningsområde är Kamerun. Inga underarter finns listade i Catalogue of Life.